# ルンブロキナーゼ
ルンブロキナーゼ（lumbrokinase）は、元宮崎医科大学副学長（現宮崎医科大学名誉教授）の美原恒（みはらひさし）が発見したタンパク質分解酵素の名称。ルンブルクスルベルスという食用赤ミミズから抽出され、ミミズ酵素、みみず酵素とも呼ばれている。
ルンブロキナーゼには6種類あるが、いずれも一次構造が明らかになっている程度であり、生化学的には不明な点が多い。日経BP社のサプリメント事典2008年版、東洋医学舎の機能性食品情報事典に紹介されている。

## 歴史
宮崎医科大学の実験動物施設から出る排泄物処理に、当時宮崎県で多く養殖されていたルンブルクスルベルスが利用されていた。ミミズは古来より漢方薬として用いられていたため、血栓症の治療に使えるのではないかと考えた美原の研究により、ルンブルクスルベルスの内臓などから線溶活性を持つルンブロキナーゼ群が発見された。美原・須見がルンブロキナーゼについて学会報告をしたのは、1989年に東京で開催された国際血栓止血学会が最初である。

## 機能
ルンブロキナーゼのフィブリン平板法の実験では、治療に使われるウロキナーゼよりもフィブリン溶解活性が強いという結果が示されている。また、動物実験やヒト試験では、ルンブルクスルベルス自身が持つ線溶酵素が線溶を行う（外因性の線溶活性）ことに加えて、動物や被験者の持つ線溶活性酵素を分泌させる（内因性の線溶活性）ことが実験結果から推測されている。また、糖尿病、高血圧症、バージャー病などの患者にこの酵素を服用させた結果、それぞれの患者の病状が改善したという報告もある。
しかし、脳血栓に対する効能は臨床試験として十分な検証がなされておらず、仮説の域を出ないとの主張もある。また糖尿病に関しても、酵素がどのようなメカニズムで病態を改善したのかが不明であるうえ、サンプル数がわずか5例と少ないこと、同時に食事療法も実施していること、生化学的データが不十分であることから、効能を疑問視する専門家も存在する。
アメリカの医学論文データベースNational Library of Medicineにはキーワード「Lumbrokinase」で該当する、80本の研究論文が存在し、主に中国・韓国の研究者により、この酵素を経口薬として臨床で用いた結果、有効な治療効果が得られているとの内容の報告が多数存在している。

## 健康食品としての利用
現在、ルンブロキナーゼ（を含むとされるミミズの乾燥粉末）が健康食品として開発され発売されている。現在は、国内は元より、海外でも関連商品が出回っている。